# Percy Priest

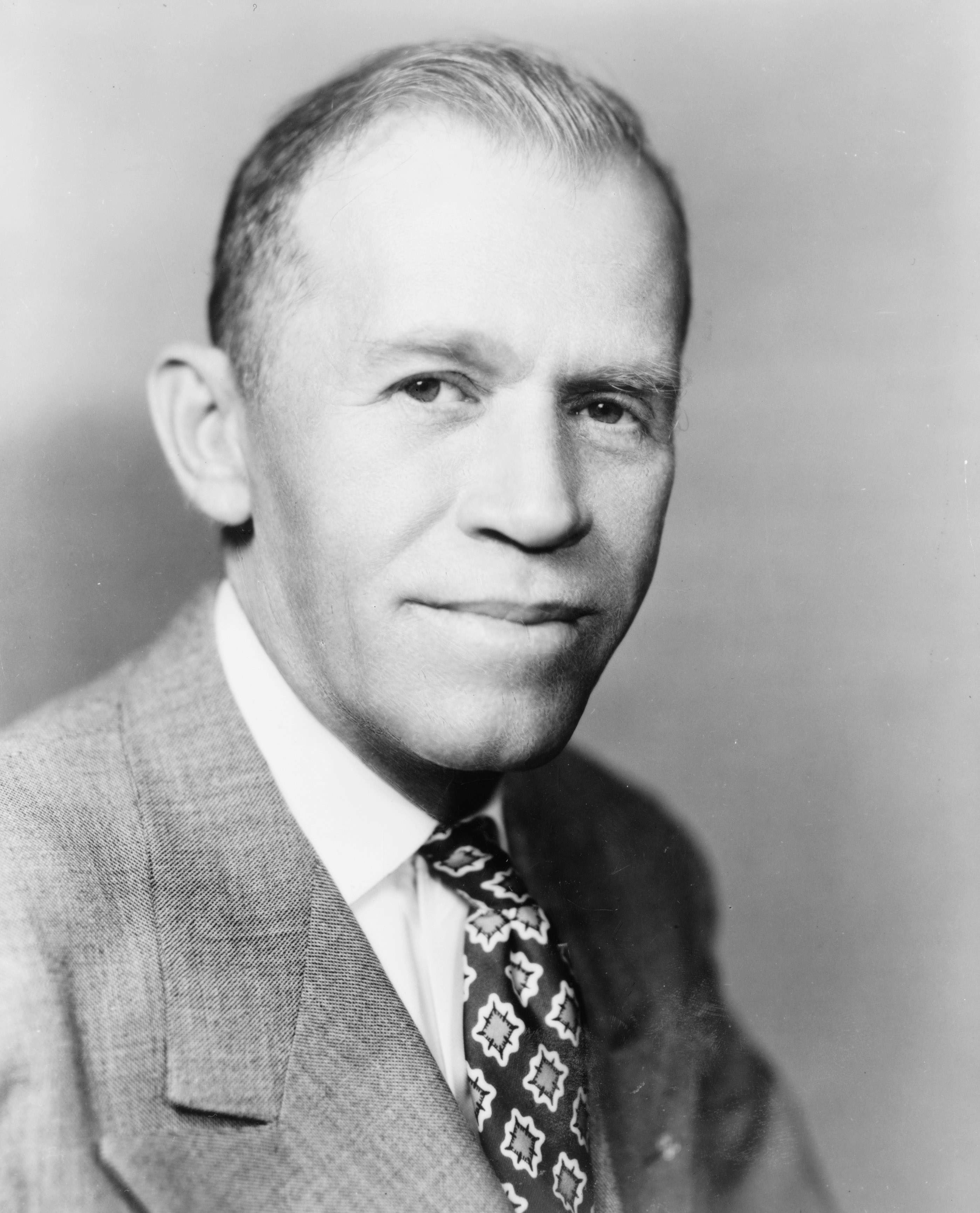
Percy Priest

James Percy Priest (* 1. April 1900 in Maury County, Tennessee; † 12. Oktober 1956 in Nashville, Tennessee) war ein US-amerikanischer Politiker. Er vertrat den Bundesstaat Tennessee als Abgeordneter im US-Repräsentantenhaus.

## Werdegang
Percy Priest besuchte die Central High School in Columbia und danach das State Teachers' College in Murfreesboro (heute Middle Tennessee State University) sowie das frühere Peabody College in Nashville. Anschließend unterrichtete er an einer Schule in Culleoka in seiner Heimat Maury County von 1920 bis 1926. Danach trat er der Redaktion von The Tennessean bei.
Priest kandidierte für Tennessees fünften Kongresswahlbezirk, beheimatet in Nashville, 1940 für das US-Repräsentantenhaus. Er besiegte den demokratischen Amtsinhaber Joseph W. Byrns. Anschließend trat er bei seiner Vereidigung dem demokratischen Wahlausschuss bei. Danach wurde er noch sieben weitere Male wiedergewählt. Sein Wahlbezirk wurde 1943 in den 6. Bezirk umbenannt und 1953 wieder zurück in den 5. Bezirk. 
Priest war ein Mitglied des House Majority Whip zwischen 1949 und 1953. 
Kurz vor seinem Ende 1956 weigerte er sich, genau wie zwei andere demokratische Abgeordnete Tennessees, das Southern Manifesto zu unterzeichnen, das sich gegen die Rassenintegration an öffentlichen Einrichtungen aussprach. Die zwei anderen Abgeordneten waren Joe L. Evins und Ross Bass.
Zu der Zeit seines Todes war Priest der Vorsitzende des Committee on Energy and Commerce und war schon für den 90. Kongress nominiert. Die Wiederwahl war ihm im Grunde schon sicher gewesen, da kein Republikaner seit der Reconstruction mehr in das Repräsentantenhaus aus Nashville gewählt wurde. Priest wurde auf dem Woodlawn Cemetery in Nashville beerdigt.

## Ehrungen
Der J. Percy Priest Dam, ein United States Army Ingenieurkorps Wasserkraftwerk, etwas östlich von Nashville an dem Stones River (früher von der Interstate 40 erkennbar) ist nach ihm benannt worden, genauso wie der Percy Priest Lake (erschaffen durch den Dam) und auch eine Grundschule.